# Markhofgraben
Der Markhofgraben ist ein rechter Zufluss des Kühlenbachs bei Weißenburg in Bayern im mittelfränkischen Landkreis Weißenburg-Gunzenhausen.

## Verlauf
Der Bach entspringt neben der Bundesstraße 2, südlich eines Weißenburger Industriegebietes, knapp westlich des Berges Auf der Ebene, nördlich des namengebenden Ortes Markhof und westlich von Stadelhof. Er fließt westlich bis zur Bahnstrecke Treuchtlingen–Nürnberg, danach Richtung Südwesten in einem Entwässerungsgraben am Bahndamm entlang. Auf etwa 419 m ü. NN mündet der längere und einzugsgebietsreichere Kühlenbach hinein. Der nun wohl eher Kühlenbach zu nennende Graben mündet knapp 200 Meter weiter, westlich von Dettenheim, von rechts in die Schwäbische Rezat.
Während seines gesamten Verlaufs durchquert der Markhofgraben die weite Offenlandschaft des oberen Tales der Schwäbischen Rezat.